# Saronno Foot-Ball Club 1929-1930
Questa voce raccoglie le informazioni riguardanti il Saronno Foot-Ball Club nelle competizioni ufficiali della stagione 1929-1930.

## Rosa
| N. |                   | Ruolo | Calciatore           |
| -- | ----------------- | ----- | -------------------- |
|    | Italia (bandiera) | C     | Antonio Andreoli     |
|    | Italia (bandiera) | C     | Pierino Bovati       |
|    | Italia (bandiera) | C     | Giuseppe Cantù       |
|    | Italia (bandiera) | A     | Felice Ceriani       |
|    | Italia (bandiera) | A     | Egisto Chelini       |
|    | Italia (bandiera) |       | Paolo Galli          |
|    | Italia (bandiera) | C     | Mario Giannoni (III) |
|    | Italia (bandiera) | C     | Silvio Giannoni (I)  |
|    | Italia (bandiera) | A     | Mario Lazzaroni      |
|    | Italia (bandiera) | A     | Enrico Legnani       |
|    | Italia (bandiera) | C     | Edoardo Lietti (I)   |
|    | Italia (bandiera) | C     | Vincenzo Marzorati   |
|    | Italia (bandiera) | A     | Francesco Mazza      |
|    | Italia (bandiera) | D     | Francesco Morellini  |

| N. |                   | Ruolo | Calciatore            |
| -- | ----------------- | ----- | --------------------- |
|    | Italia (bandiera) | A     | Giacomo Olivieri      |
|    | Italia (bandiera) | C     | Rinaldo Piazzalunga   |
|    | Italia (bandiera) | A     | Alfonso Pizzi         |
|    | Italia (bandiera) | D     | Mario Pontiroli       |
|    | Italia (bandiera) | A     | Mario Portaluppi      |
|    | Italia (bandiera) | A     | Ramazzotti            |
|    | Italia (bandiera) | D     | Enrico Renoldi (I)    |
|    | Italia (bandiera) | A     | Felice Renoldi (III)  |
|    | Italia (bandiera) | A     | Luciano Renoldi (II)  |
|    | Italia (bandiera) | P     | Carlo Rosa            |
|    | Italia (bandiera) | P     | Francesco Rosio       |
|    | Italia (bandiera) | A     | Pietro Sabadini       |
|    | Italia (bandiera) | C     | Adriano Solaro        |
|    | Italia (bandiera) | A     | Renzo Edoardo Turconi |

## Arrivi e partenze
| Acquisti | Acquisti         | Acquisti               | Acquisti   |
| -------- | ---------------- | ---------------------- | ---------- |
| C        | Antonio Andreoli | Codogno                | definitivo |
| A        | Mario Lazzaroni  | La Fedelissima         | definitivo |
| A        | Mario Pontiroli  | Alleanza F.C. (Milano) | definitivo |

| Cessioni | Cessioni           | Cessioni    | Cessioni   |
| -------- | ------------------ | ----------- | ---------- |
| C        | Giuseppe Arnoldi   | Foggia      | definitivo |
| .        | Egidio Arquati     | ???         | definitivo |
| P        | Luigi Broggi       | Varese      | definitivo |
| .        | Giuseppe Grisetti  | ???         | definitivo |
| .        | Francesco Guizzin  | ???         | definitivo |
| D        | Guglielmo Landoni  | ???         | definitivo |
| A        | Edoardo Lietti (I) | Gallaratese | definitivo |
| .        | Mauro Montiano     | ???         | definitivo |
| .        | Giovanni Pengo     | ???         | definitivo |
| .        | Francesco Rosio    | ???         | definitivo |
| C        | Giuseppe Vignati   | Legnano     | definitivo |
| .        | Giuseppe Volontè   | ???         | definitivo |